# Powderfinger (Band)
Powderfinger war eine 1989 in Brisbane, Australien gegründete Rockband. Sie benannten sich nach dem gleichnamigen Lied von Neil Young vom Album Rust Never Sleeps.

## Geschichte
In der Anfangsphase ab 1989 spielte die Band zunächst nur Coversongs. Nach zwei EPs wechselte die Band zu Polydor und veröffentlichte 1994 das erste Album, Parables for Wooden Ears, das sich aber nur schlecht verkaufte. Nach einigen Singles und Touren durch Australien veröffentlichte die Band im September 1996 das Album Double Allergic, das Position vier erreichte, zehn Wochen in den Top Ten blieb und insgesamt 200.000 Mal verkauft wurde. 1998 wurde das Album Internationalist veröffentlicht, das über ein Jahr in den Top 20 blieb.
1999 erhielt die Band insgesamt vier Auszeichnungen der Australian Recording Industry Association für das beste Album, das beste Rockalbum, die beste Covergestaltung und den besten Song (The Day You Come). 2000 wurde das nächste Album, Odyssey Number Five aufgenommen. Nachdem es auf Platz eins eingestiegen war, erreichte es schon nach 13 Wochen Vierfach-Platin. Der Song My Kind of Scene wurde auf dem Soundtrack zu Mission: Impossible II veröffentlicht.
Das Album Vulture Street erreichte 2003 ebenfalls Platz eins der australischen Charts und verkaufte sich insgesamt 350.000 Mal. Nach einigen Auftritten in Übersee kehrte die Band nach Australien zurück und tourte dort zusammen mit dem John Butler Trio die Live on Vulture Street tour. Das Livealbum These Days – Live in Concert enthält einen Auftritt in Sydney von ebendieser Tour und platzierte sich, ebenso wie das Best-of Fingerprints: Best of 1994–2000, im Jahr 2004 auf Position 2 der australischen Albumcharts.
Im Jahr 2005 tourte die Band auf Big Day Out und spielte daneben noch zusätzliche Auftritte in Brisbane, Sydney und Melbourne, bevor die Band eine Pause einlegte, in der sich Darren Middleton um sein Projekt Drag und Bernard Fanning um die Veröffentlichung eines Soloalbums kümmerten.
Die Pause sollte bis Anfang 2007 andauern, als man in Los Angeles mit den Aufnahmen zum Album Dream Days at the Hotel Existence begann, dessen Titel sich auf den Roman Die Brooklyn-Revue von Paul Auster bezieht. Es war unklar, ob das Album wie angekündigt am 2. Juni erscheinen würde. Grund dafür war, dass in einem Song auf den Mord an einem Aborigine in Great Palm Island verwiesen wird, der erst am 12. Juni verhandelt wurde.
Am 9. April 2010 gab die Band während einer Pressekonferenz bekannt, dass sie sich nach einer finalen Tour durch Australien Ende 2010 auflösen werde. Gerüchten zufolge basiert dieser Schritt darauf, dass Bernard Fanning Australien mit seiner Familie verlassen möchte, um sich in Spanien niederzulassen.

## Diskografie

### Studioalben
| Jahr | Titel                             | Höchstplatzierung, Gesamtwochen, AuszeichnungChartsChartplatzierungen (Jahr, Titel, Platzierungen, Wochen, Auszeichnungen, Anmerkungen) | Anmerkungen                                                                         |
| Jahr | Titel                             | AU | Anmerkungen                                                                         |
| ---- | --------------------------------- | --- | ----------------------------------------------------------------------------------- |
| 1994 | Parables for Wooden Ears          | AU— ×2DoppelplatinAU | produziert von Tony Cohen                                                           |
| 1996 | Double Allergic                   | AU4 ×3Dreifachplatin · (33 Wo.)AU | Erstveröffentlichung: 2. September 1996 produziert von Tim Whitten und Powderfinger |
| 1998 | Internationalist                  | AU1 ×5Fünffachplatin · (103 Wo.)AU | Erstveröffentlichung: 7. September 1998 produziert von Nick DiDia                   |
| 2000 | Odyssey Number Five               | AU1 ×10Zehnfachplatin · (85 Wo.)AU | Erstveröffentlichung: 4. September 2000 produziert von Nick DiDia                   |
| 2003 | Vulture Street                    | AU1 ×6Sechsfachplatin · (48 Wo.)AU | Erstveröffentlichung: 4. Juli 2003 produziert von Nick DiDia                        |
| 2007 | Dream Days at the Hotel Existence | AU1 ×3Dreifachplatin · (33 Wo.)AU | Erstveröffentlichung: 2. Juni 2007 produziert von Rob Schnapf                       |
| 2009 | Golden Rule                       | AU1 ×2Doppelplatin · (45 Wo.)AU | Erstveröffentlichung: 13. November 2009 produziert von Nick DiDia                   |

Weitere Studioalben
- 2020: Odyssey Number 5: 20th Anniversary Edition (AU: Platin)

### Livealben
| Jahr | Titel                               | Höchstplatzierung, Gesamtwochen, AuszeichnungChartsChartplatzierungen (Jahr, Titel, Platzierungen, Wochen, Auszeichnungen, Anmerkungen) | Anmerkungen               |
| Jahr | Titel                               | AU | Anmerkungen               |
| ---- | ----------------------------------- | --- | ------------------------- |
| 2004 | These Days – Live In Concert        | AU2 Gold · (8 Wo.)AU | produziert von Tony Cohen |
| 2010 | iTunes Live – Sunsets Farewell Tour | AU15 (1 Wo.)AU | produziert von Tony Cohen |

Weitere Livealben
- 2007: Across the Great Divide Tour

### Kompilationen
| Jahr | Titel                                               | Höchstplatzierung, Gesamtwochen, AuszeichnungChartsChartplatzierungen (Jahr, Titel, Platzierungen, Wochen, Auszeichnungen, Anmerkungen) | Anmerkungen                            |
| Jahr | Titel                                               | AU | Anmerkungen                            |
| ---- | --------------------------------------------------- | --- | -------------------------------------- |
| 2004 | Fingerprints – The Best of Powderfinger 1994-2000   | AU2 ×2Doppelplatin · (17 Wo.)AU | Erstveröffentlichung: 30. Oktober 2004 |
| 2011 | Fingerprints & Footprints – The Ultimate Collection | AU15 (8 Wo.)AU |                                        |
| 2011 | Footprints – The Best Of Powderfinger 2001-2011     | AU22 Gold · (8 Wo.)AU |                                        |
| 2020 | Unreleased (1998 – 2010)                            | AU2 (4 Wo.)AU |                                        |

Weitere Kompilationen
- 2009: Seven Deadly Spins

### EPs
| Jahr | Titel            | Höchstplatzierung, Gesamtwochen, AuszeichnungChartsChartplatzierungen (Jahr, Titel, Platzierungen, Wochen, Auszeichnungen, Anmerkungen) | Anmerkungen |
| Jahr | Titel            | AU | Anmerkungen |
| ---- | ---------------- | --- | ----------- |
| 2021 | One Night Lonely | AU4 (1 Wo.)AU |             |

Weitere EPs
- 1993: Powderfinger
- 1993: Transfusion
- 1995: Mr Kneebone
- 1999: The Triple M Acoustic Sessions
- 2008: iTunes Live from Sydney

### Singles
| Jahr | Titel Album                                        | Höchstplatzierung, Gesamtwochen, AuszeichnungChartsChartplatzierungen (Jahr, Titel, Album, Platzierungen, Wochen, Auszeichnungen, Anmerkungen) | Anmerkungen                           |
| Jahr | Titel Album                                        | AU | Anmerkungen                           |
| ---- | -------------------------------------------------- | --- | ------------------------------------- |
| 1996 | Pick You Up Double Allergic                        | AU23 (12 Wo.)AU | Erstveröffentlichung: 13. April 1996  |
| 1996 | D.A.F. Double Allergic                             | AU39 (4 Wo.)AU |                                       |
| 1996 | Living Type Double Allergic                        | AU42 (3 Wo.)AU |                                       |
| 1998 | The Day You Come Internationalist                  | AU25 (9 Wo.)AU | Erstveröffentlichung: 10. August 1998 |
| 1999 | Passenger Internationalist                         | AU30 (11 Wo.)AU | Erstveröffentlichung: 9. Juli 1999    |
| 2000 | My Happiness Odyssey Number Five                   | AU4 ×7Siebenfachplatin · (24 Wo.)AU | Erstveröffentlichung: 24. August 2000 |
| 2001 | Like a Dog Odyssey Number Five                     | AU40 (1 Wo.)AU |                                       |
| 2001 | The Metre Odyssey Number Five                      | AU31 (1 Wo.)AU | Erstveröffentlichung: 27. Juni 2001   |
| 2003 | On My Mind Vulture Street                          | AU9 (13 Wo.)AU | Erstveröffentlichung: 9. Juni 2003    |
| 2003 | Love Your Way Vulture Street                       | AU37 (2 Wo.)AU | Erstveröffentlichung: 25. Mai 2003    |
| 2004 | Sunsets Vulture Street                             | AU11 (8 Wo.)AU | Erstveröffentlichung: 4. Januar 2004  |
| 2007 | Lost and Running Dream Days at the Hotel Existence | AU5 (15 Wo.)AU | Erstveröffentlichung: 12. Mai 2007    |
| 2007 | I Don’t Remember Dream Days at the Hotel Existence | AU42 (6 Wo.)AU |                                       |
| 2009 | All of the Dreamers Golden Rule                    | AU23 (4 Wo.)AU |                                       |
| 2010 | Burn Your Name Golden Rule                         | AU45 Gold · (3 Wo.)AU |                                       |

Weitere Singles
- 1994: Tail
- 1994: Grave Concern
- 1995: Save Your Skin
- 1997: Take Me In
- 1998: Good Day Ray
- 1999: Already Gone
- 2000: These Days (AU: ×3Dreifachplatin )
- 2000: My Kind of Scene – Werbe-Single
- 2004: Since You’ve Been Gone
- 2007: Nobody Sees (Download-Single)
- 2008: Who Really Cares (feat. the Sound of Insanity)
- 2010: Sail the Wildest Stretch
- 2010: Iberian Dream
- 2011: I’m on Your Side

### Videoalben
- 2004: Sunsets
- 2004: These Days: Powderfinger Live In Concert (AU: ×2Doppelplatin )
- 2007: Across the Great Divide Tour – Powderfinger & Silverchair (AU: ×2Doppelplatin )
- 2010: Sunsets Farewell Tour (AU: ×5Fünffachplatin )

## Auszeichnungen für Musikverkäufe
| Goldene Schallplatte - Neuseeland - 2024: für die Single Sunsets Platin-Schallplatte - Neuseeland - 2021: für die Single My Happiness |

Anmerkung: Auszeichnungen in Ländern aus den Charttabellen bzw. Chartboxen sind in ebendiesen zu finden.
| Land/RegionAuszeichnungen für Musikverkäufe (Land/Region, Auszeichnungen, Verkäufe, Quellen) | Gold     | Platin       | Verkäufe  | Quellen              |
| -------------------------------------------------------------------------------------------- | -------- | ------------ | --------- | -------------------- |
| Australien (ARIA)                                                                            | 3× Gold3 | 53× Platin53 | 3.815.000 | aria.com.au          |
| Neuseeland (RMNZ)                                                                            | Gold1    | Platin1      | 45.000    | radioscope.co.nz NZ2 |
| Insgesamt                                                                                    | 4× Gold4 | 54× Platin54 |           |                      |